# 大梅肖湖
53°15′34.81″N 13°24′20.60″E / 53.2596694°N 13.4057222°E
大梅肖湖（德語：Großer Mechowsee），是德國的湖泊，位於該國東北部，由梅克倫堡-前波美拉尼亞州負責管轄，處於梅克倫堡湖區縣，長0.9公里、寬0.5公里，面積0.32平方公里，海拔高度71米，最大水深10米。